# 虞希舜
虞希舜，出生於台灣台北，為知名電腦象棋「將族」的程式設計師。現為台灣知名電腦遊戲軟體公司光譜資訊的董事長兼總經理。

## 簡歷
虞希舜從事AI人工智慧,韌體,BIOS及益智遊戲的設計工作。
1988年，他參加宏碁電腦與象棋協會舉辦的第一屆電子計算機象棋大賽，以花了四個月時間開發的《象棋大師》程式獲得冠軍並擊敗當時的象棋神童蔡澄宇。1989年，以前作為基礎改寫的《特級大師》再度獲得第二屆比賽的冠軍。同年8月，參加英國倫敦第一屆計算機奧林匹克大賽，在象棋組獲得金牌。
1991年，他成立光譜資訊，並且以《特級大師》為基礎改良的《將族》電腦象棋遊戲公開發行。